# Оптико-механічний дефлектор
Оптико-механічний (ОМ) дефлектор (англ. Optical-mechanical scanner) - пристрій, в якому для керування оптичним  променем у просторі використовується механічний спосіб переміщення заломлюючих (рефракційних) чи відбиваючих (дзеркальних) оптичних елементів. 

Оптико-механічні (ОМ) дефлектори на даний час відпрацьовані краще за інші оптичні дефлектори та знайшли найбільше поширення у системах сканування. Суттєвими недоліками оптико-механічних дефлекторів є нестабільність роботи та викривлення траєкторії сканування оптичного пучка. 

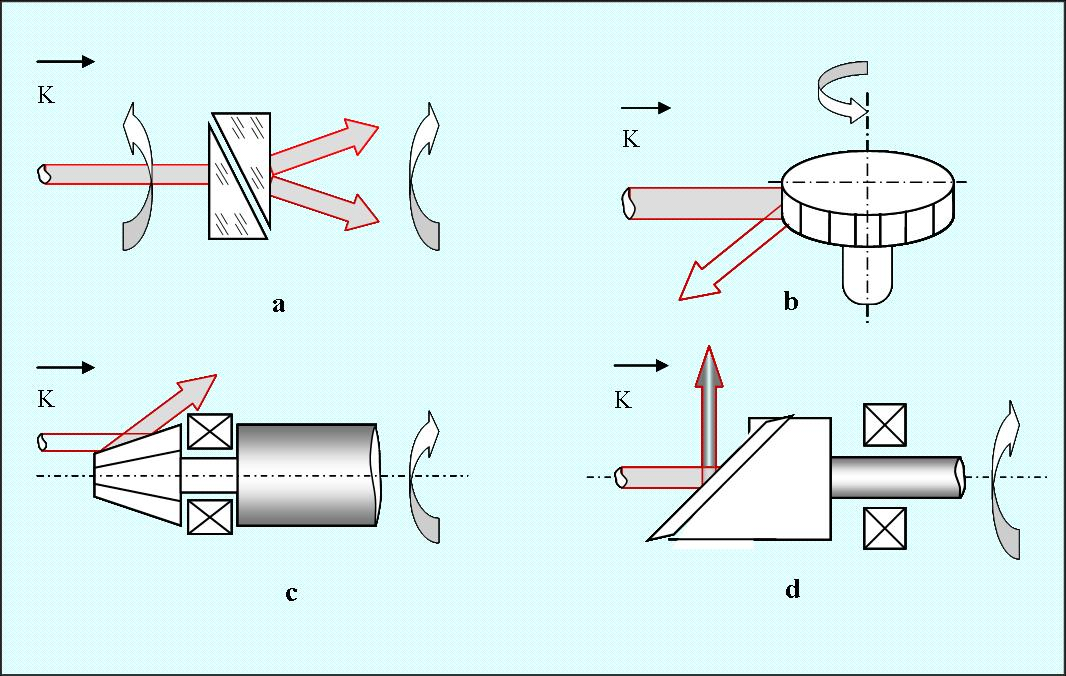
Оптико-механічні дефлектори.

## Класифікація оптико-механічних дефлекторів
За типом рухомого оптичного елемента:
- заломлюючі (рефракційні) оптико-механічні дефлектори
- відбиваючі (дзеркальні) оптико-механічні дефлектори

За розташуванням відносно фокусуючої оптики:
- дефлектори, що розташовані до об’єктива
- дефлектори, що розташовані після об’єктива

За співвідношенням лінійної апертури скануючого оптичного пучка та розмірів робочої грані:
- дефлектори з надмірним освітленням грані
- дефлектори з повним освітленням грані
- дефлектори з частковим освітленням грані

## Схеми та конструкції оптико-механічних дефлекторів

### Заломлюючі (рефракційні) ОМ дефлектори
В основу роботи заломлюючих ОМ дефлекторів покладено принцип відхилення оптичного променю заломлюючими (рефракційними) оптичними елементами, які рухаються у просторі. В якості заломлюючих елементів використовуються оптичні клини та призми. В ОМ дефлекторі на оптичних клинах (а) в якості заломлюючих елементів використовуються оптичні клини, що обертаються в протилежні сторони від середнього нейтрального положення на рівні кути. Скануючий оптичний пучок при цьому переміщається вздовж певної траєкторії (лінії сканування) зі змінною швидкістю. ОМ дефлектори на оптичних клинах використовуються, зокрема, у конструкціях  аерофотоапаратів для усунення зсуву зображення при взаємному переміщенні літака чи супутника відносно об'єкта аерофотозйомки чи космічної фотозйомки.  Заломлюючі оптико-механічні дефлектори є складними для виготовлення і володіють відносно невеликою амплітудою кута відхилення та низькою розрізнюючою спроможністю.

### Відбиваючі (дзеркальні) ОМ дефлектори
В основу роботи відбиваючих ОМ дефлекторів покладено принцип дзеркального відхилення оптичного променю від дзеркальних поверхонь, які рухаються у просторі. Такі пристрої конструктивно можуть бути виконані у вигляді барабанів-призм (b), барабанів-пірамід (с) та одиночних дзеркал (d), що обертаються або коливаються під дією електромеханічного приводу. Вісь обертання дзеркального барабана-призми звичайно перпендикулярна осі скануючого оптичного пучка. Корекція лінійного відхилення траєкторії сканування оптичного пучка досягається використанням сумісно з оптичними дефлекторами додаткових відбиваючих чи заломлюючих елементів, в тому числі і анаморфних, що виконують функцію корекції траєкторії оптичного  пучка. 
В дефлекторах з повним освітленням грані діаметр поперечного перетину (лінійна апертура) оптичного пучка дорівнює світловому діаметру грані, в дефлекторах з надмірним освітленням грані – більший  за світловий діаметр грані, в дефлекторах з частковим освітленням грані – менший за світловий діаметр грані. Відбиваючі оптико-механічні дефлектори  володіють великою амплітудою кута відхилення та високою розрізнюючою спроможністю (розрізненням).